# Leon Russell
 (février 2024).
Si vous disposez d'ouvrages ou d'articles de référence ou si vous connaissez des sites web de qualité traitant du thème abordé ici, merci de compléter l'article en donnant les références utiles à sa vérifiabilité et en les liant à la section « Notes et références ».
Pour les articles homonymes, voir Russell.
Leon Russell, né Claude Russell Bridges le 2 avril 1942 à Lawton et mort le 13 novembre 2016 à Nashville, était un pianiste, organiste, guitariste et auteur-compositeur-interprète américain. Il s'est impliqué dans de nombreux disques de musique pop à succès au cours de ses 60 ans de carrière. Ses genres comprenaient la pop, la country, le rock, le folk, le gospel, le bluegrass, le rhythm and blues, le folk rock, le blues rock, le surf, les standards et le son de Tulsa.
Ses collaborations comptent parmi les plus réussies de l'histoire de la musique et, en tant que musicien en tournée, il s'est produit avec des centaines d'artistes de renom. Il a enregistré 33 albums et au moins 430 chansons. Il a écrit Delta Lady, enregistré par Joe Cocker, et organisé et joué lors de la tournée de Joe Cocker Mad Dogs and Englishmen en 1970. Sa chanson A Song for You, ajoutée au Grammy Hall of Fame en 2018, a été enregistrée par plus de 200 artistes et sa chanson This Masquerade a été interprétée par plus de 75 chanteurs différents. 
En tant que pianiste, il a joué dans sa jeunesse sur des albums des Beach Boys, Dick Dale et Jan and Dean. Sur son premier album, Leon Russell, en 1970, les musiciens qui l'accompagnent comprennent Eric Clapton, Ringo Starr et George Harrison. L'un de ses plus grands fans, Elton John, a déclaré que Russell était un « mentor » et une « inspiration ». Ils ont enregistré leur album The Union en 2010, ce qui leur a valu une nomination aux Grammy Awards.
Russell a produit et joué lors de sessions d'enregistrement pour, entre autres, Bob Dylan, Frank Sinatra, Ike & Tina Turner, JJ.Cale et The Rolling Stones. Il a écrit et enregistré les succès Tight Rope et Lady Blue. Il a joué au Concert pour le Bangladesh en 1971 avec George Harrison, Ringo Starr, Bob Dylan et Eric Clapton, et pour lequel il a remporté un Grammy Award.
Ses enregistrements ont remporté six disques d'or. Il a reçu deux Grammy Awards sur sept nominations. En 2011, il a été intronisé à la fois au Rock and Roll Hall of Fame et au Songwriters Hall of Fame.

## Biographie

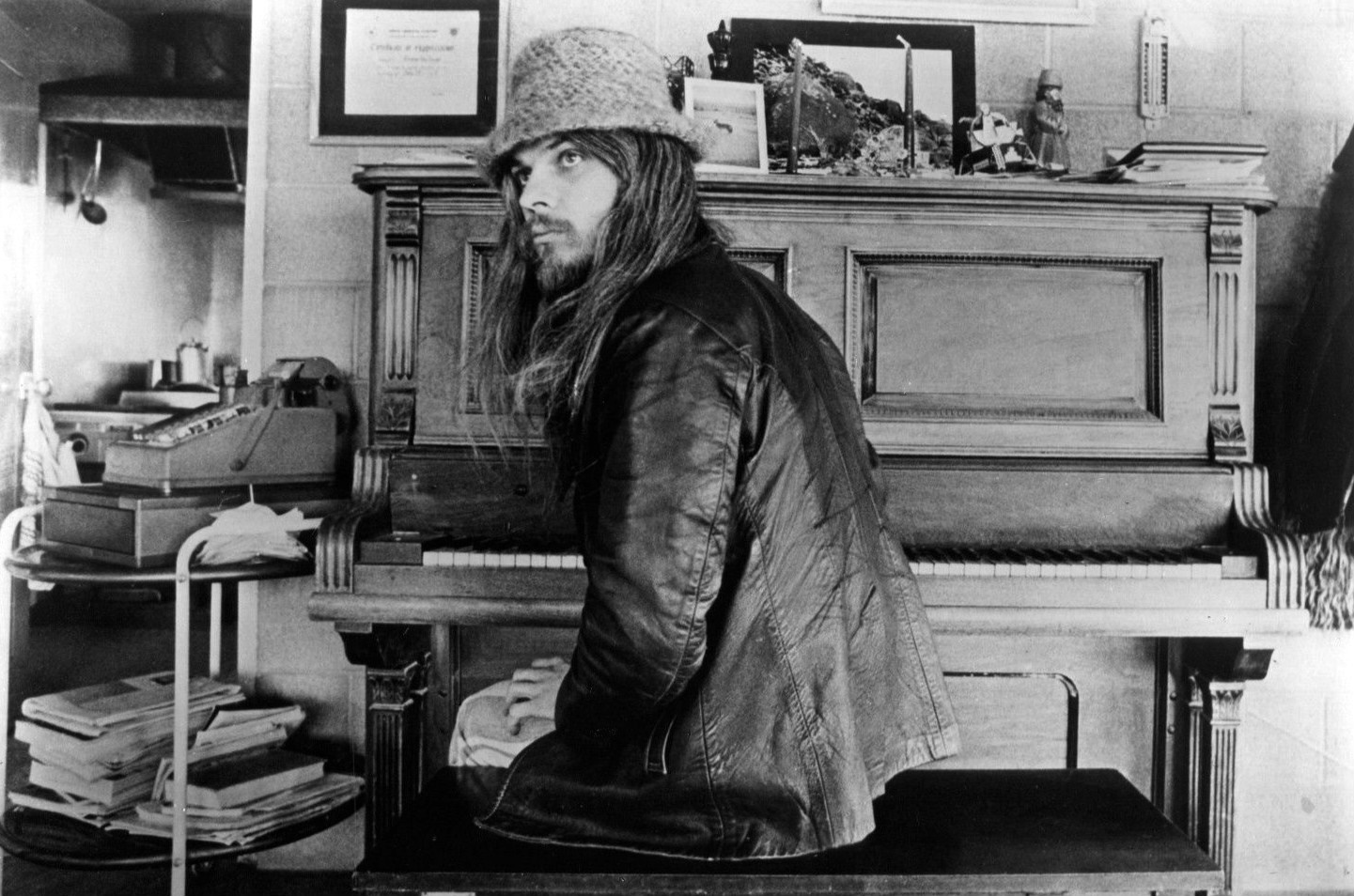
Leon Russell en 1970.

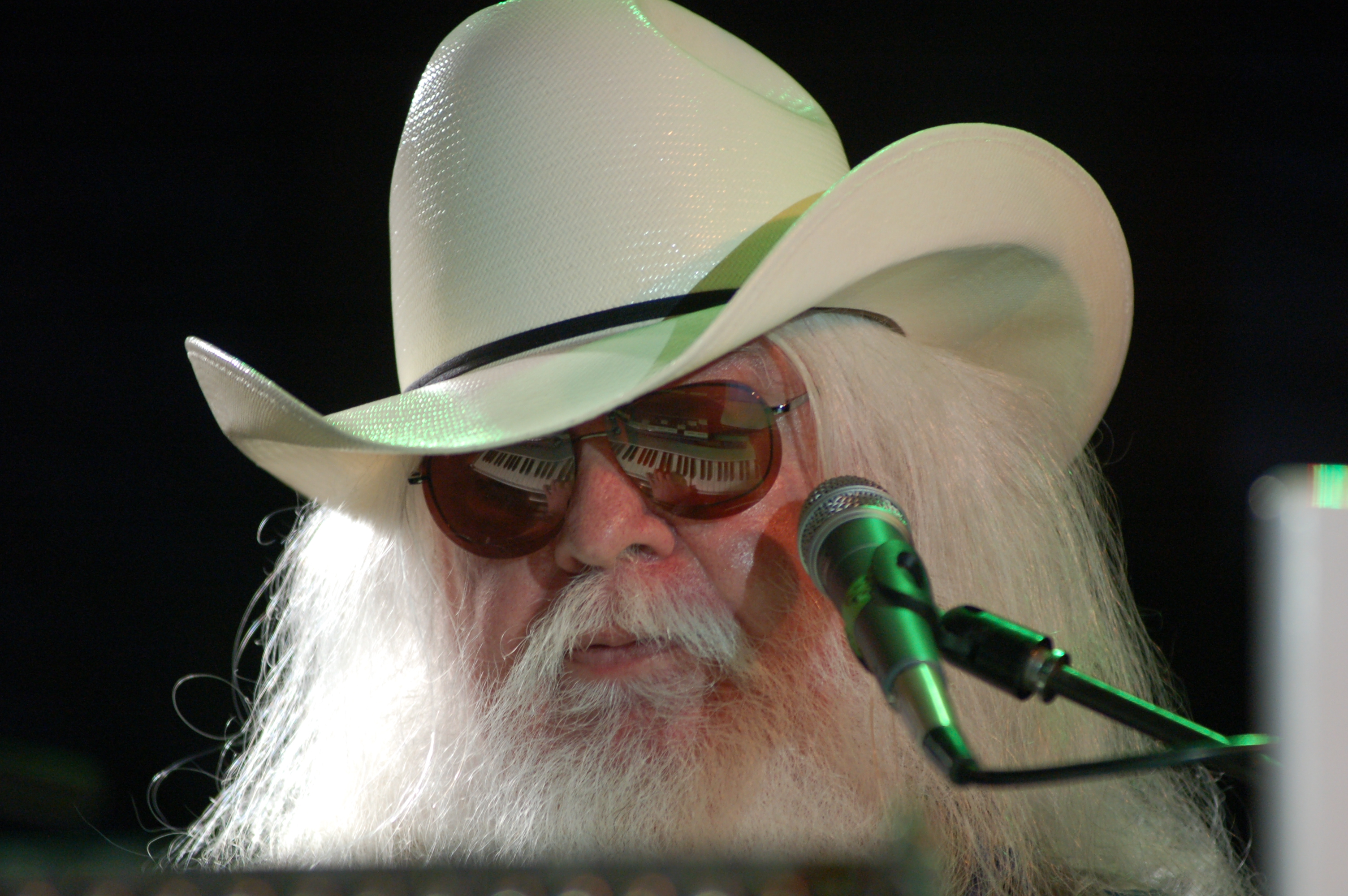
Leon Russell à Fort Lauderdale en 2009.

Leon est né à Lawton en Oklahoma, il a commencé à jouer du piano à l'âge de quatre ans.
Il a fréquenté le lycée Will Rogers à Tulsa, dans l'Oklahoma, dans la même classe en 1959 que le musicien David Gates. Russell et Gates ont joué et enregistré ensemble en duo sous l'appellation The Fencemen, Leon apparassaît sous le nom de Russell Bridges. Trois singles ont été gravés, Bach N' Roll/Swingin' Gates en 1962, Sour Grapes/Sunday Stranger et Balzac 10-10/Bach N' Roll en 1963. Le guitariste et auteur-compositeur-interprète Elvin Bishop était également présent à cette époque. Pendant ce temps, Russell se produisait déjà dans les discothèques de Tulsa. Il a pris le prénom de Leon d'un ami qui lui a prêté une fausse carte d'identité pour entrer dans des clubs où il était légalement trop jeune pour se produire. 
Après avoir déménagé à Los Angeles en 1958, Russell est devenu musicien de session et a travaillé comme pianiste sur les enregistrements de nombreux artistes musicaux notables des années 1960. À la fin des années 1960, il s’est diversifié et a connu du succès en tant qu’arrangeur et auteur-compositeur. En 1970, il est devenu un artiste solo, mais n'a jamais renoncé à ses autres rôles dans l'industrie de la musique.
Russell a été intronisé au Rock and Roll Hall of Fame le 14 mars 2011. Il a été intronisé au Panthéon des auteurs et compositeurs en juin 2011.
Selon son épouse, Jan Bridges, Russell est décédé paisiblement dans son sommeil chez lui, dans la banlieue de Nashville, le matin du 13 novembre 2016, à l'âge de 74 ans. Il avait eu une crise cardiaque durant le mois de juillet précédent, suivi d’un pontage coronarien, après quoi il avait reporté des spectacles alors qu'il était en convalescence à son domicile. Il avait espéré revenir à son horaire de concert en janvier 2017.

## Carrière

### Années 1950/1960
Il a commencé sa carrière musicale à l'âge de 14 ans dans les boîtes de nuit de Tulsa, dans l'Oklahoma. Lui et son groupe, les Starlighters, qui comprenaient J.J. Cale, Leo Feathers, Chuck Blackwell et Johnny Williams, ont joué un rôle déterminant dans la création du style de musique connu sous le nom de Tulsa Sound. Après s'être installé à Los Angeles en 1958, il étudie la guitare avec James Burton. Il était surtout connu comme musicien de session au début de sa carrière. En tant qu’artiste solo, il a traversé les genres pour inclure le rock and roll, le blues et le gospel, jouant avec des artistes aussi variés que Jan and Dean, Gary Lewis & The Playboys, George Harrison, Delaney Bramlett, Freddy Cannon, Ringo Starr, Doris Day, Elton John, Ray Charles, Eric Clapton, The Byrds, Barbra Streisand, The Beach Boys, The Ventures, Willie Nelson, Badfinger, The Tijuana Brass, Frank Sinatra, Bob Dylan, J.J. Cale, BB King, Dave Mason, Glen Campbell,  Joe Cocker, les Rolling Stones et les Flying Burrito Brothers. 
À Los Angeles, Russell a joué en tant que premier musicien de studio dans la plupart des chansons les plus populaires des années 1960, notamment certaines de The Byrds, Gary Lewis & the Playboys, Bobby Pickett et Herb Alpert. Il a également joué du piano dans de nombreuses productions de Phil Spector, notamment des enregistrements de The Ronettes, The Crystals et Darlene Love et de l'album A Christmas Gift for You de 1963 de Phil Spector. On peut le voir dans le film musical de 1964, T.A.M.I. Show, jouant du piano avec The Wrecking Crew (un nom informel pour les meilleurs musiciens de la session de Los Angeles dans les années 1960), arborant des cheveux courts, sombres et lissés vers l'arrière, contrairement à son look ultérieur. Peu de temps après, il a été embauché en tant qu'assistant et développeur créatif de Thomas Lesslie Garrett, jouant sur de nombreux singles numéro un, notamment This Diamond Ring de Gary Lewis & the Playboys. 
Au milieu des années 1960, il écrit ou coécrit des chansons, dont deux succès pour Gary Lewis et les Playboys: Everybody Loves a Clown (qui a atteint le Billboard Top 40 le 9 octobre 1965, restant sur le graphique pendant huit semaines. et atteignant le numéro 4) et She's Just My Style (qui est entré dans le Billboard Top 40 le 18 décembre 1965 et est passé au numéro 3). En 1964, il est apparu dans diverses émissions de télévision, interprétant des chansons de Chuck Berry et d'autres. 
Il a joué du xylophone et des cloches sur le single The Joker Went Wild de 1966, chanté par Brian Hyland et écrit par Bobby Russell (aucun lien avec Leon). Il collabore également à des sessions d'enregistrement avec Dorsey Burnette et Glen Campbell, dont l'album de 1967 Gentle on My Mind, sous le pseudonyme Russell Bridges au piano et organise et dirige l'album Rhapsodies for Young Lovers de 1966 de l'ensemble The Midnight Quartet, un quatuor à cordes. Il a coproduit et arrangé des tubes de Tom Northcott, dont Sunny Goodge Street en 1967, écrit par Donovan. 
Russell a publié son premier single solo, Everybody's Talking 'Bout the Young/It's Alright With Me, pour Dot Records en 1965. 
La sortie en 1968 de Look Inside the Asylum Choir de Smash Records était un enregistrement d'un groupe de studios composé de Russell et Marc Benno (The Asylum Choir). 
Russell et Denny Cordell ont créé Shelter Records en 1969. La société a opéré de 1969 à 1981 avec des bureaux à Los Angeles et à Tulsa.  Shelter a utilisé Sound City Studios pour l'enregistrement à ses débuts. 
Russell a joué en tant que membre de Delaney & Bonnie and Friends en 1969 et 1970, jouant de la guitare et des claviers sur leurs albums et faisant partie du groupe de tournée. Grâce à ce groupe, il a rencontré George Harrison et d'autres personnes avec qui il travaillerait au cours des deux prochaines années. 
Le premier succès commercial de Russell en tant qu'auteur-compositeur survient lorsque Joe Cocker enregistre la chanson Delta Lady pour son album de 1969, Joe Cocker!. L'album, coproduit et arrangé par Russell, atteint le numéro 11 du Billboard 200. Russell a ensuite organisé et joué le piano et la guitare sur la tournée de 1970 des Mad Dogs and Englishmen, avec de nombreux musiciens des groupes de Delaney and Bonnie.  Superstar, coécrit par Russell, a été chanté par The Carpenters et d'autres interprètes.

### Années 1970
Pendant la tournée de Mad Dogs and Englishmen, Shelter Records a sorti son album solo de 1970, Leon Russell, qui comprenait le premier enregistrement de A Song for You. C'est devenu l'une de ses chansons les plus connues, avec des versions publiées par plus de 40 artistes différents, dont Billy Eckstine, The Carpenters, Ray Charles, Peggy Lee, Willie Nelson, Helen Reddy, Whitney Houston, Elkie Brooks, Amy Winehouse, Donny Hathaway et Christina Aguilera. Les Carpenters et les Temptations ont chacun titrés un album d'après la chanson. Une autre chanson du même album, Delta Lady, a été reprise par Bobbie Gentry sous le titre Delta Man sur son album de 1970, Fancy. L’album de Leon Russell avait un certain nombre de chanteurs invités et d’accompagnement : Chris Stainton, Bonnie Bramlett, Greg Dempsey, Bob Dylan, Marc Benno, Eric Clapton, Mick Jagger, Keith Richards, George Harrison, Ringo Starr, Joe Cocker et Merry Clayton.
Également en 1970, Russell joua du piano sur l'album Alone Together de Dave Mason, notamment sur la chanson Sad and Deep as You. Ray Charles a enregistré une version qui lui a valu le Grammy Award en 1994 pour la meilleure performance vocale masculine R & B. La chanson The Letter de Joe Cocker avec Leon Russell et The Shelter People a culminé à la septième place du Hot 100 le 30 mai 1970. Il s'agit de la première chanson à succès de Leon. 
En novembre 1970, Russell se produit au Fillmore East avec Elton John sur le même projet de loi. Ces performances ont été piratées. Russell et John sont apparus à l'émission The David Frost Show avec le propriétaire de Fillmore, Bill Graham, à cette époque. 
Leon Russell and Friends a enregistré Homewood Sessions, une émission télévisée d'une heure « non écrite et non interprétée » sur KCET (Los Angeles), diffusée en décembre 1970 et rediffusée à plusieurs reprises par la suite sur le service public de radiodiffusion. 
Au cours des années 1970 et 1980, Russell était propriétaire de The Church Studio situé sur la troisième rue (renommée Leon Russell Road en 2010 par la Pearl District Association) à Tulsa. Son ancienne maison de Grand Lake, dans l'Oklahoma, contenait une table et des chaises de salle à manger fabriquées à partir de bancs d'église retirés de l'église lorsqu'elle fut transformée en studio. 
Son album Prince of Peace: Radio Broadcast 1970 est un enregistrement sur une table d'harmonie d'un concert à Fillmore East en décembre 1970.
Russell a produit des chansons pour Bob Dylan en mars 1971, alors que celui-ci expérimentait son nouveau son. Les sessions ont produit les titres Watching the River Flow et When I Paint My Masterpiece, tous deux mettant en vedette le piano à saveur gospel de Russell. 
Sur l'invitation d'anciens Delaney & Bonnie et George Harrison, Russell a joué du piano sur Straight Up, le troisième album de Badfinger, à l'été 1971. La partie pour piano complétait les guitares slides de Pete Ham et George Harrison dans Day After Day. Les sessions de Straight Up ont été interrompues lorsque musiciens se sont rendus à New York pour participer au Concert for Bangladesh, au cours duquel Russell a interprété un medley des chansons Jumpin 'Jack Flash et Young Blood et a chanté un couplet sur Beware of Darkness de Harrison. Bob Dylan a surpris Russell en lui demandant de jouer de la basse pour certaines parties de sa prestation lors de ce concert, puis Russell et Harrison ont chanté les chœurs sur Just Like a Woman.
Russell était occupé en 1971, quand Shelter Records a sorti Leon Russell and le Shelter People and Asylum Choir II (coproduit par Marc Benno) et enregistré au Russell's Skyhill Studios. Cet album été le premier à être certifié or pour Russell. La même année, il a participé à des sessions d'enregistrement avec B. B. King, Eric Clapton et Bob Dylan.
Russell a aidé le guitariste de blues Freddie King à relancer sa carrière en collaborant sur trois de ses albums pour Shelter Records au début des années 1970. Au cours de ces mêmes années, Russell profita de ce qu'on appelait alors le marché « country and western » en enregistrant et se produisant sous le pseudonyme Hank Wilson. Il jouait régulièrement au Gilley's Club, un honkytonk en Pasadena, Texas rendu célèbre par le film Urban Cowboy.
Russell a enregistré la chanson Get a Line on You aux studios olympiques en octobre 1969, avec les contributions de Mick Jagger (voix principale), Ringo Starr (batterie) et probablement aussi de Bill Wyman (basse) et Mick Taylor (guitare). L'enregistrement a été réalisé pendant les sessions d'enregistrement de l'album Leon Russell (sorti en 1970), pour lequel Ringo Starr et Bill Wyman ont joué de la batterie et de la basse sur certains morceaux, mais n'ont pas été inclus dans l'album. Il a été mis de côté jusqu'en 1993, date à laquelle il a été publié par DCC Compact Classics (DCC Compact Classics GZS 1049) en tant que morceau bonus de la réédition 24K gold. Les Rolling Stones incluaient la chanson sous le titre Shine a Light de leur album de 1972, Exile on Main St.
Russell et son groupe ont pris la route en 1972 avec une tournée de concerts à grande échelle de Russell et de son entourage Shelter People. Une performance live a été enregistrée en Californie à la Long Beach Arena le 28 août 1972 et a été publiée sous forme d'un ensemble de trois disques en 1973 sous le titre Leon Live. Il est devenu son troisième album d’or américain. En novembre 1972, Billboard cita Russell parmi les meilleurs tireurs de concerts et rapporta un chiffre d'affaires brut de près de 3 millions de dollars pour la tournée de 1972. 
Également en 1972, il publie son album Carney, qui est son troisième album en studio solo. L'album a culminé au numéro deux sur le Billboard 200. L'album comportait Tight Rope et This Masquerade (chansons publiées sur un 45, comme les côtés A et B respectivement), et est devenu son deuxième album d'or. 
Russell a acheté plusieurs propriétés au début des années 1970 dans son État d'origine, l'Oklahoma, dont l'historique The Church Studio en 1972, situé au coin de 3 rd Street et de Trenton à Tulsa, dans l'Oklahoma. L'église abritait également Shelter Records. De nombreux musiciens ont enregistré à l'église, notamment Willie Nelson, Eric Clapton, Bonnie Raitt, Dwight Twilley, Dr John, JJ Cale, The Gap Band, Freddie King, Phoebe Snow et Peter Tosh. Tom Petty, avec son premier groupe Mudcrutch, a signé là son premier contrat d'enregistrement avec Shelter Records.
Looking Back est publié par Russell sur Olympia Records en 1973, peu après le succès de son single Tight Rope. Il contient des pistes instrumentales enregistrées au milieu des années 1960, dans lesquelles Russell joue du clavecin.
Russell a publié l'album Back Vol 1 de Hank Wilson, qui a été enregistré dans le studio de production du producteur Owen Bradley à Nashville en 1973. L'album a été classé parmi les Top Thirty Hits. La première piste, Roll in My Sweet Baby's Arms, a été un succès mineur. 
Russell a aidé le Gap Band, un trio de frères Tulsa, à avoir un « hit » sur les charts en 1974. Le groupe produisit ensuite plusieurs tubes funk-disco. The Gap Band a soutenu Russell sur son album Stop All That Jazz. 
Russell a publié Live In Japan sur Shelter Records. L'album a été enregistré en concert au Budokan Hall, à Tokyo, le 8 novembre 1973 et publié en 1975.
Russell faisait partie du Top 40 de 1975 avec Lady Blue de son album Will o' the Wisp. C'était son quatrième album d'or. 
Helen Reddy a enregistré la chanson Bluebird de Russell en single et sur son album de 1975, No Way to Treat a Lady. La chanson a fait ses débuts sur le Billboard Hot 100 dans le numéro du 5 juillet du magazine et a finalement culminé au numéro 35. Cette chanson a également fait ses débuts sur les charts di magazine Easy Listening, où il a passé huit semaines et culminé au numéro 5. Sur les charts des singles RPM, il a atteint le numéro 51. Reddy a déclaré : « J'aime l'écriture de Leon Russell et cette chanson faisait partie intégrante de mon répertoire depuis près de 30 ans et je ne me suis jamais fatiguée de la chanter ».
La chanson de Russell This Masquerade, la face B de son titre à succès Tight Rope de 1972, a ensuite été enregistrée par de nombreux artistes, dont Helen Reddy et The Carpenters. La version de la chanson de George Benson a atteint le numéro 10 sur le Billboard Hot 100 et a remporté le record de l'année aux Grammy Awards de 1977. En tant que compositeur, Russell a été nommé pour la chanson de l'année en 1977, mais a été perdu par Bruce Johnston, auteur de I Write the Songs. La version de Russell de This Masquerad a été utilisée pour la bande originale du thriller psychologique Bug, réalisé par William Friedkin. La bande originale est sortie le 22 mai 2007. La chanson a également été utilisée dans le film The Pursuit of Happyness. 
Russell a quitté Shelter Records en 1976 pour créer son propre label, Paradise Records.
En 1976, Russell a The Wedding Album, un album studio avec son épouse d'alors, Mary Russell, également connue sous le nom de Mary McCreary. Il s'agissait de la première sortie de Paradise Records, distribuée par Rhino/Warner Bros. Records, Leon et Mary étaient les producteurs de l'album, à l'exception du titre final Daylight, produit par son auteur, Bobby Womack. 
En 1978, Russell publie son album Americana sur le label Rhino/Warner Bros. Le titre est attribué au mélange d'influences qui ont fait le style musical unique de Russell. 
Après une tournée avec Willie Nelson, Russell et Nelson en 1979 ont eu un succès no 1 au palmarès country du magazine Billboard avec leur duo de Heartbreak Hotel. Ce single a été nommé pour la meilleure performance vocale de pays par un duo ou un groupe aux Grammy Awards 1979  (présenté le 27 février 1980), le prix étant attribué au groupe Charlie Daniels pour The Devil Went Down to Georgia. Ils ont également sorti leur album studio duo country pop-rock, One for the Road, cette année-là. C'était le cinquième album d'or de Russell. L'album a été nommé pour l'album de l'année 1979 de la Country Music Association, attribué à Kenny Rogers pour The Gambler. La chanson I Saw the Light a été nommée pour la Meilleure performance inspirante aux 1979 Grammy Awards, ce qui revient à B. J. Thomas pour son album You Gave Me Love (When Nobody Gave Me a Prayer). 
Leon a construit et possédé Paradise Studios à Burbank, en Californie ; le studio d’enregistrement comportait deux scènes d'enregistrements et une scène de production télévisée. Le complexe de studios avait également un bus d’enregistrement audio mobile et un bus de production de télévision à distance qui permettaient d'enregistrer des concerts directement. Paradise Records avait également son siège au studio. Le studio a diffusé une émission musicale hebdomadaire télévisée New Wave Theatre diffusée sur le réseau américain « USA ». Le studio a été utilisé pour faire des vidéos musicales de James Taylor et Randy Meisner, ainsi que des vidéos de long format pour Willie Nelson, J.J.Cale, Bonnie Raitt et Leon Russell. 
Russell a publié Life And Lovesur Paradise Records, en 1979. 
Russell passa les deux années suivantes en tournée avec New Grass Revival, publiant deux autres albums avec Paradise Records avant que le label ne ferme ses portes.

### Années 1980
Le 15 mai 1980, Russell s'associe à New Grass Revival pour enregistrer un album live au Perkins Palace de Pasadena, en Californie, publié en 1981 sous le nom de The Live Album (Leon Russell And New Grass Revival). 
Faisant suite à son thème country, il réalise un deuxième album de Hank Wilson, Hank Wilson Vol. II sorti en 1984, Hank Wilson étant l’alter-ego autoproclamé de la musique country de Leon Russell depuis le début des années 1970. Publié sur Leon Russell Records. 
Il a ensuite sorti un album de country blues, enregistré à Hendersonville (Tennessee) dans ses studios Paradise Studios, appelé Solid State. Il a été publié par Paradise Music en 1984.

### Années 1990
Russell a publié Delta Lady sur Del Rack Records en 1991. La plupart des chansons sont des remixes d'enregistrements anciens. 
Russell a sorti un nouvel album, Anything Can Happen, enregistré aux studios Paradise Studios, paru sur Virgin Records en 1991. Le pianiste Bruce Hornsby a produit cet album retour pour leon Russell. À la fin des années 1980 et au début des années 1990, Hornsby travailla beaucoup en tant que producteur et musicien auprès de Russell. 
En 1993, Paradise Records a publié l’album Leon Russell 24K Gold Disc. C'était un remix d'enregistrements réalisés à Olympic Sound à Londres en 1969. 
Russell a fondé Leon Russell Records, un label indépendant, en 1995.
Russell a sorti son album Hymns of Christmas Leon Russell: Piano and Orchestra, l'album contenant 10 hymnes instrumentaux de Russell sur Leon Russell Records en 1995. 
Capitol/EMI Records en 1996 a sorti l'album Gimme Shelter! The Best of Leon Russell, un album composé de deux CD et composé de 40 titres couvrant les années 1969 à 1992.
Capitol/Right Stuff Records a publié en 1997 l'album Retrospective, un album contenant les 18 chansons les plus vendues de Russell.
Russell a sorti un nouvel album Legend in My Time: Hank Wilson Vol. III. Revenant à son nom d'artiste country sur Ark 21 Records, publié en 1998.
Puis il sort Face in the Crowd en 1999, un album de blues sur Sagestone Entertainment Records. 
Le CD Blues: Same Old Song est sorti sur Paradise Records en 1999.

### Années 2000
En 2000, Russell et Q Records (fi) publient Live at Gilley's, une performance du 17 septembre 1981 au Gilley's Club (ru). Également en 2000, Leon Russell Records a publié l'album CD Crazy Love.
Signature Songs est sorti en 2001 sur Leon Russell Records. Il a été réédité en 2007 par MRI Associated Labels. 
Russell est revenu en tant que Hank Wilson, mais cette fois avec une touche de bluegrass, dans Rhythm & Bluegrass: Hank Wilson, Vol. 4, publié en 2001 sur Leon Russell Records. Les chansons sont avec New Grass Revival des années 1980. 
Russell et les autres musiciens ayant joué sur la chanson Foggy Mountain Breakdown ont chacun remporté les Grammy Awards de la meilleure performance instrumentale country aux Grammy Awards 2001, présentés le 27 février 2002.
Moonlight & Love Songs, un album de Leon réalisé avec le Nashville Symphony, est sorti sur Leon Russell Records en 2002. 
En octobre 2006, il a été intronisé au Temple de la renommée de la musique de l’Oklahoma. 
À 65 ans, Russell réalise le nouvel album rock d'Okie, Angel in Disguise, publié par Leon Russell Records en 2007. 
Russell a joué au Diversafest (en), le congrès et festival de musique de Tulsa, en 2007. De 2002 à 2010, Dfest était un événement annuel en direct mettant en vedette des artistes indépendants et émergents, ainsi que des panels de l'industrie de la musique éducative et un salon. Au cours des quatre dernières années, le festival a eu lieu dans le quartier historique du Blue Dome à Tulsa, dans l'Oklahoma.
In Your Dreams a été publié sur CD par Leon Russell Records en 2008. 
Bad Country est sorti sur Leon Russell Records en 2008, avec 12 chansons originales de Russell. 
Almost Piano a été publié en 2008 par Leon Russell Records. C'est une collection de pièces instrumentales de Leon jouées au piano et au synthétiseur.

### 2010
Après des années de notoriété réduite, la carrière de Russell fut rajeunie quand Elton John alla le trouver pour lui proposer un nouveau projet. En novembre 2009, Leon a collaboré avec Elton John et Bernie Taupin sur l'album The Union, un CD double crédité à parts égales. Enregistré en février 2010 et produit par T-Bone Burnett, le CD est sorti le 19 octobre 2010. The Union était le sixième album d’or de Leon Russell Les enregistrements ont été interrompus en janvier 2010 lorsque Russell a été hospitalisé et été opéré pour une fuite de liquide cérébral, ainsi que pour le traitement d'insuffisance cardiaque et de pneumonie. Le 2 avril 2011, Russell et John se sont produits en tant qu'invités musicaux pour Saturday Night Live. Rolling Stone a placé l'album à la troisième place sur sa liste des 30 meilleurs albums de 2010. Quelques mois plus tard, Russell a annoncé son projet de disque solo, mais aucun détail n’a été donné. En octobre 2010, Russell et John se sont embarqués pour The Union Tour. Ils ont également participé à l'émission Late Show avec David Letterman.
Russell et John ont été nommés pour leur chanson If It Was Not For Bad, tiré de leur album The Union, dans la catégorie Meilleure collaboration pop avec voix au Grammy Awards 2010, présentés le 13 février 2011.
En 2011, le film documentaire The Union de Cameron Crowe a été produit. Il explore le processus de création d'Elton et Leon dans la réalisation de l'album de 2010. Russell a participé au pique-nique du 4 juillet de Willie Nelson à Fort Worth, au Texas, en 2013. Il avait joué pour la première fois au pique-nique en 1976.
En 2014, l'album Life Journey est sorti sur Universal Records. Travaillant avec Tommy LiPuma, cet album incluait deux nouvelles chansons de Russell : Big Lips et Down in Dixieland. 
Le 16 mars 2015, une version restaurée d'un documentaire inédit sur 1974 de Russell, A Poem Is A Naked Person, du réalisateur Les Blank, a été projetée au South by Southwest Film Festival. Le film comprend des séquences de concerts de Russell à la Nouvelle-Orléans et à Anaheim ainsi que des sessions d'enregistrement de l'album Hank Wilson's Back.
En 2015, il a joué au Virginia's Lockn 'Festival et au Wildflower! Festival des arts et de la musique à Richardson, au Texas. Le 11 septembre 2015, Russell a rejoint Rita Coolidge, Claudia Lennear, Chris Stainton et d'autres membres de la tournée des Mad Dogs and Englishmen de 1970 pour un concert hommage à Joe Cocker organisé par le Tedeschi Trucks Band. La photographe de la tournée originale, Linda Wolf, a documenté la réunion et la performance. 
Le 30 mai 2015, Leon, Bonnie Raitt et Ivan Neville ont donné une performance au Canyon Club d'Agoura Hills en Californie, afin de récolter des fonds pour Marty Grebb, qui luttait contre le cancer, ce dernier avait joué sur certains de leurs albums. Russell a organisé une tournée de concerts à l'échelle nationale devant des foules enthousiastes en 2016 et planifiait une tournée en 2017. L'album On A Distant Shore a été publié à titre posthume en septembre 2017. 
Le 25 juin 2019, le New York Times Magazine a classé Leon Russell parmi des centaines d'artistes dont le matériel aurait été détruit lors de l'incendie des Studios Universal de 2008.

### La mort et l'héritage
« J'ai vu Leon Russell pour la première fois en 1971 ou 1972. Puis, comme maintenant, Leon a tout fait pour arriver quand il est monté sur scène. Pour l'amour du ciel, ses crédits rock and roll pourraient remplir un grand monolithe inscrit, s'ils réalisaient encore de telles choses. » : Elvis Costello
« Leon Russell est mort dans son sommeil à son domicile en banlieue de Nashville à Mt. Juliet Tennessee, le 13 novembre 2016, à l'âge de 74 ans », a déclaré sa femme Janet Lee dans un communiqué publié sur son site internet. En 2010, il avait été opéré et en juillet 2016, il a eu une crise cardiaque et se remettait d'un pontage coronarien. Les funérailles de Leon ont eu lieu le 18 novembre à l’Église baptiste de Victory à Mt. Juliet, Tennessee, et un mémorial public a eu lieu au Centre Mabee de l'Université Oral Roberts le 20 novembre. Il est enterré au Memorial Park Cemetery à Tulsa, dans l'Oklahoma.
Elton John, qui avait déjà joué en première partie de Leon Russell, l'a reconnu comme sa « plus grande influence en tant que pianiste, chanteur et compositeur ». Après avoir appris le décès de Leon, il a déclaré : « Mon chéri Leon Russell est décédé la nuit dernière. Il a été un mentor, une inspiration et une grande gentillesse pour moi. Je l'aimais et je l'aimerai toujours ». 
Une fois, Elton John s'est rappelé : « Quand l'album du Grand Leon Russell Greatest Hits est arrivé un jour de ce voyage, j'ai commencé à pleurer, ça m'a beaucoup touché. Sa musique me ramène au plus merveilleux moment de ma vie et me rend tellement en colère qu'il ait été oublié ».
Le chanteur des Pixies, Black Francis, a reconnu l’influence de Russell sur son style vocal. Pixies ont repris la chanson Crystal Closet Queen dans un album-hommage à Leon Russell en 2023.

## Vie privée
Leon Russell a eu six enfants. Sa fille aînée, Blue, durant sa relation avec Carla McHenry. Elle est née le 20 février 1972 et a été nommée Blueagle en l'honneur de l'artiste américain Oklahoman et amérindien Acee Blue Eagle. Leon a épousé Mary McCreary le 20 juin 1975. Mary était une compagne de musique. Ils ont eu deux enfants, une fille Tina Rose et un fils Teddy Jack. Leon et Mary ont divorcé le 3 octobre 1980. Il a par la suite épousé Janet Lee Constantine le 6 février 1983. Ils ont eu trois filles ensemble, Sugaree Noel (née le 9 octobre 1982), Honey (née le 19 janvier 1986) et Coco (née le 29 avril 1990). 
Leon n'a pas été autorisé à voir son fils Teddy pendant 10 ans après son divorce d'avec McCreary. Teddy a rendu visite à son père à l'âge de 18 ans. Teddy Jack est devenu plus tard ingénieur du son pour son père.

## Discographie

### The Fencemen
- Singles :
- 1962 : Bach N' Roll/Swingin' Gates
- 1963 : Sour Grapes/Sunday Stranger
- 1963 : Balzac 10-10/Bach N' Roll

### The Glaciers
- 1964 : From Sea To Ski - Bill Pitman, Carol Kaye, David Gates, Glen Campbell, Hal Blaine, Irving Ashby, Leon Russell, Ray Pohlman : https://www.discogs.com/artist/2297995-The-Glaciers

### The Zip-Codes
- 1964 : Mustang! - Avec Al Capps, James Burton, Stan Farber, etc.

### The In Group
- 1966 : The Swinging 12 String
- ???? : The In Group with Glen Campbell - Date de sortie indéfinie.

### Solo
- Single : 
- 1965 : Everybody's Talking 'Bout the Young/It's Alright With Me - Label Dot Records 45-16771 US

Albums studio :
- 1968 Look Inside the Asylum Choir - Leon Russell & Marc Benno
- 1970 Leon Russell - Avec George Harrison, Eric Clapton, Joe Cocker, Mick Jagger, Charlie Watts, etc.
- 1971 Leon Russell and The Shelter People
- 1971 Asylum Choir II - Leon Russell & Marc Benno
- 1972 Carney
- 1973 Looking Back
- 1974 Stop All That Jazz
- 1975 Will O' the Wisp
- 1976 Wedding Album - Leon & Mary Russell
- 1977 Make Love to the Music - Leon & Mary Russell
- 1978 Americana
- 1979 Life and Love
- 1984 Solid State
- 1986 The Catalyst
- 1992 Anything Can Happen
- 1995 Hymns of Christmas
- 1999 Face in the Crowd
- 1999 Blues: Same Old Song
- 2000 Crazy Love
- 2001 Signature Songs
- 2002 Moonlight & Love Songs - Leon Russell & The Nashville Symphony
- 2003 In Your Dreams
- 2003 Bad Country
- 2003 Almost Piano
- 2006 A Mighty Flood
- 2006 Angel In Disguise
- 2013 The Montreux Session
- 2014 Life Journey
- 2015 Riding the Northeast Trail: The New Jersey Broadcast 1979 de Leon Russell & Willie Nelson.
- 2015 Prince of Peace: Radio Broadcast 1970
- 2016 The Homewood Sessions
- 2017 On A Distant Shore

Albums live : 
- 1973 Leon Live
- 1975 Live in Japan
- 1981 The Live Album - Leon Russell & The New Grass Revival
- 2000 Live at Gilley's
- 2005 Live but Digitally Reworked
- 2016 Live and Pickling Fast - Leon Russell & The New Grass Revival

Compilations :
- 1976 Best of Leon Russell [DCC/Shelter]
- 1978 Chess Rockabillies Leon sous le nom Russell Bridges sur All Right.
- 1991 Delta Lady (Remixed)
- 1992 Collection
- 1996 Gimme Shelter: The Best of Leon Russell
- 1997 Retrospective
- 2001 Best of Leon Russell [EMI-Capitol Special Markets]
- 2011 The Best of Leon Russell
- 2013 Snapshot

### Sous le pseudonyme de Hank Wilson
Albums studio :
- 1973 Hank Wilson's Back Vol. 1
- 1984 Hank Wilson Vol. II
- 1998 Legend in My Time: Hank Wilson Vol. III
- 2001 Leon Russell & The New Grass Revival - Hank Wilson Vol. 4 Rhythm & Bluegrass

Compilation :
- 2009 Best of Hank Wilson

### AvecElton John
- 2010 The Union

### Participations
- 1959 : There's A Big Wheel/Old Black Joe - Single de Jerry Adams & The Starlighters - Avec J.J. Cale.
- 1960 : Creepin'/Hot Licks - Single de Jerry Adams & The Starlighters - Avec J.J. Cale.
- 1962 : The Original Monster Mash de Bobby (Boris) Pickett And The Crypt-Kickers - Indéfini.
- 1963 : A Christmas Gift For You From Philles Records - Artistes Variés - Piano.
- 1963 : Surf City And Other Swingin' Cities de Jan & Dean - Piano.
- 1964 : Presenting The Fabulous Ronettes Featuring Veronica des Ronettes - Piano.
- 1964 : Shut Down Volume 2 des Beach Boys - Piano sur Why Do Fools Fall In Love.
- 1965 : The Beach Boys Today! des Beach Boys - Piano et orgue.
- 1965 : Mr. Tambourine Man des Byrds - Piano électrique.
- 1965 ; Beat & Soul des Everly Brothers - Piano, Billy Preston joue aussi sur l'album.
- 1965 : Everybody Loves A Clown de Gary Lewis & the Playboys - Arrangements.
- 1965 : Summer Days (And Summer Nights!!) des Beach Boys - Piano.
- 1965 : A Session With Gary Lewis And The Playboys de Gary Lewis & the Playboys - Arrangements.
- 1965 : This Diamond Ring de Gary Lewis & the Playboys- Arrangements.
- 1966 : She's Just My Style de Gary Lewis & the Playboys - A coécrit deux chansons + arrangements.
- 1966 : The Joker Went Wild/Run, Run, Look And See - Single de Brian Hyland - Piano et arrangements.
- 1966 : The Super Duper Record Of Super Heroes - Artistes Variés - Guitare, auteur compositeur et production. Avec Gregg et Duane Allman.
- 1966 : Batman and Robin/Dayflower de The Spotlights - Single produit par Snuff Garrett et Leon Russell. Avec Gregg et Duane Allman.
- 1966 : Batman And Robin And 11 Other Funny Book Favorites de The Spotlights - Maxi single - Produit par Snuff Garrett et Leon Russell.
- 1966 : Rhapsodies For Young Lovers de Midnight String Quartet - Arrangements, piano, direction de l'orchestre, production.
- 1966 : Hits Again de Gary Lewis & the Playboys - Arrangements.
- 1967 : Gene Clark with the Gosdin Brothers de Gene Clark - Piano, clavecin et arrangements des cordes sur 2 chansons.
- 1967 : Back Street Mirror de David Hemmings - Single produit et arrangé par Leon Russell.
- 1967 : Happens - Album de David Hemmings - Accompagné par The Byrds - La chanson Back Street Mirror produite et arrangée par Leon Russell.
- 1967 : Sunny Goodge Street de Tom Northcott - Single : Arrangements et direction de l'orchestre.
- 1967 : Gentle On My Mind de Glen Campbell - Piano, arrangements et direction de l'orchestre.
- 1967 : (You Don't Have To) Paint Me A Picture de Gary Lewis &  The Playboys - Coécrit 3 chansons + arrangements.
- 1968 : Frank Sinatra's Greatest Hits de Frank Sinatra - Piano sur 3 chansons, sous le pseudonyme de Russell Bridges.
- 1969 : Is This What You Want? de Jackie Lomax - Avec George Harrison, Eric Clapton, Paul McCartney, Billy Preston etc.
- 1969 : Home de Delaney & Bonnie - Leon aux claviers.
- 1969 : Joe Cocker! de Joe Cocker - Piano, orgue, guitare.
- 1969 : The Original Delaney & Bonnie & Friends de Delaney & Bonnie - Leon à la guitare et au piano.
- 1969 : Let It Bleed  des Rolling Stones. - Piano et arrangements des cuivres sur Live with Me.
- 1970 : Doris Troy de Doris Troy - Leon est au piano. Avec George Harrison, Eric Clapton, Billy Preston, Klaus Voormann, Alan White etc.
- 1970 : Eric Clapton  de Eric Clapton - Piano.
- 1970 : Alone Together de Dave Mason - Claviers.
- 1970 : Mad Dogs and Englishmen de Joe Cocker - Guitare solo, piano, chant, chœurs.
- 1970 : Indianola Mississippi Seeds de B.B. King - Leon piano sur 2 chansons, plus piano et direction de l'orchestre sur 1 autre chanson.
- 1971 : Watching The River Flow de Bob Dylan - Single : Piano et production.
- 1971 : When I Paint My Masterpiece de Bob Dylan - Single : Piano et production.
- 1971 : The Concert for Bangladesh de George Harrison : Leon sur Beware of Darkness, Medley: Jumpin' Jack Flash/Young Blood.
- 1971 : Straight Up de Badfinger - Piano sur Day After Day et guitare sur I'd Die Babe.
- 1971 : Getting Ready... de Freddie King : Piano, arrangements et production.
- 1971 : Motel Shot de Delaney & Bonnie and friends - Leon, piano, claviers, chant.
- 1972 : D&B Together de Delaney & Bonnie and friends - Piano, claviers, chant.
- 1972 : Texas Cannonball de Freddie King : Piano, arrangements et production.
- 1972 : The Best of Delaney & Bonnie de Delaney & Bonnie and friends - Réédité en 1990.
- 1973 : Living in the Material World de George Harrison - Piano sur Try Some, Buy Some.
- 1973 : Woman Across The River de Freddie King : Piano, arrangements et production.
- 1974 : Monkey Grip de Bill Wyman - Piano sur Mighty Fine Time.
- 1975 : Roots: John Lennon Sings the Great Rock & Roll Hits de John Lennon.
- 1975 : Extra Texture (Read All About It) de George Harrison, Leon au piano.
- 1975 : Rock 'n' Roll de John Lennon.
- 1979 : One For The Road de Willie Nelson & Leon Russell - Joue sur 10 titres en plus de la production.
- 1981 : Shades de J.J. Cale - Piano sur "What do you expect".
- 1993 : The Great Lost Twilley Album de Dwight Twilley Band - Basse et piano sur Shark (In The Dark).
- 1995 : The Long Voyage Home de Joe Cocker - Coffret Compilation de 4 disques.
- 1996 : XXI de XXI - Leon basse, percussions et piano sur Shark. Ne pas confondre avec la pièce Shark du Dwight Twilley Band.
- 2006 : Mad Dogs & Englishmen: The Complete Fillmore East Concerts de Joe Cocker - Coffret 6 CD.
- 2009 : Winter Blues de Edgar Winter - Piano sur Good Ol' Shoe.
- 2013 : The 60's de Gary Lewis & the Playboys - Coécrit 5 chansons.
- 2017 : Muscle Shoals Has Got The Swampers de The Swampers.

### Vidéos/DVD
- 1979 : In Session At The Paradise Studios - Los Angeles, J.J.Cale featuring Leon Russell - Réédité en DVD en 2002 : Lui-même
- 1996 : Joe Cocker: Have a Little Faith - Documentaire de Julian Caidan ; Lui-même
- 2002 : Live And Pickling Fast - Leon Russell And The New Grass Revival : Lui-même
- 2003 : Partners In Music - Willie Nelson & Leon Russell : Lui-même
- 2003 : Dolly Parton & Friends on the Country Train : Lui-même
- 2003 : Get Up, Stand Up - Docu de Simon Witter : Lui-même
- 2013 : Twenty Feet from Stardom - Docu de Morgan Neville : Lui-même
- 2017 : Mad Dog with Soul - Docu de John Edginton : Lui-même

### Cinéma
- 1964 : T.A.M.I. Show : - Documentaire de Steve Binder - Avec The Beach Boys, The Barbarians, Chuck Berry. : Lui-même
- 1971 : Joe Cocker: Mad Dogs & Englishmen - Docu de Pierre Adidge - Avec Joe Cocker, Chris Stainton, etc. : Lui-même
- 1971 : The Concert for Bengladesh de George Harrison - Film de Saul Swimmer. : Lui-même
- 1974 : Son of Dracula - Film de Freddie Francis. : Musicien du comte Downe Avec Ringo Starr, Harry Nilsson et Peter Frampton, etc.
- 1979 : When are you coming back, Red Ryder - Film de Milton Katselas : Prêcheur à la radio
- 2004 : Truth and Betrayal - Court métrage de Cliff Skelton : Mike
- 2010 : The Making of Elton John: Madman Across the Water De Andy Dunn - Lui-même
- 2011 : The Union - Docu de Cameron Crowe sur l'album éponyme avec Elton John - Avec aussi T Bone Burnett et Bill Maxwell : Lui-même
- 2012 : B.B. King: The Life of Riley - Docu de Jon Brewer - Avec Morgan Freeman et Bill Cosby, etc. : Lui-même

### Musique de films
- 2013 : Tightrope: To Live the Life of an Outsider Film de Masahiro Honda